# Título alodial
Título alodial es la propiedad de bienes raíces (terrenos, edificios y mejoras) que es independiente de cualquier propietario superior. El título alodial está relacionado con el concepto de tierra en posesión "in allodium", o propiedad de la tierra por ocupación y defensa de la tierra. Históricamente, gran parte de la tierra estaba deshabitada y, por lo tanto, podía mantenerse "in allodium".
La mayoría de la propiedad en las jurisdicciones de derecho consuetudinario es una tarifa simple. En los Estados Unidos, la tierra está sujeta al dominio eminente por parte del gobierno federal, estatal y local, y está sujeta a la imposición de impuestos por parte de los gobiernos estatales y/o locales, por lo que no existe una verdadera tierra alodial. Algunos estados de EE. UU. (en particular, Nevada y Texas) tienen disposiciones para considerar la tierra alodial según la ley estatal, y el término puede usarse en otras circunstancias. La tierra pertenece a la Corona en Inglaterra y Gales y otras jurisdicciones en los reinos de la Commonwealth. Algunas tierras de las islas Orcadas y Shetland, conocidas como tierras udal, se mantienen de manera similar a las tierras alodiales, ya que estos títulos no están sujetos a la propiedad final de la Corona.
En Francia, aunque el título alodial existía antes de la Revolución Francesa, era raro y se limitaba a propiedades eclesiásticas y propiedades que habían caído fuera de la propiedad feudal. Después de la Revolución Francesa, el título alodial se convirtió en la norma en Francia y otros países de derecho civil que estaban bajo las influencias legales napoleónicas. En octubre de 1854, el sistema señorial del Bajo Canadá, que había sido cedido de Francia a Gran Bretaña en 1763 al final de la Guerra de los Siete Años, fue extinguido por la Ley de Abolición de la Tenencia Seigneurial de octubre de 1854, y una forma similar a socage lo reemplazó.
La propiedad poseída bajo título alodial se conoce como tierra alodial, allodium o allod. En el Libro Domesday se le llama alod. Históricamente, el título alodial a veces se usaba para distinguir la propiedad de la tierra sin deberes feudales de la propiedad por tenencia feudal que restringía la enajenación alienación y cargaba la tierra con los derechos de tenencia del señor o soberano de un terrateniente.